# کنتون (ویرجینیای غربی)
کنتون (به انگلیسی: Canton) یک منطقهٔ مسکونی در ایالات متحده آمریکا است که در Doddridge County واقع شده‌است. کنتون ۲۴۵٫۰۶ متر بالاتر از سطح دریا واقع شده‌است.